# Gonçalves Dias (navio)
O Gonçalves Dias foi um navio mercante brasileiro afundado pelo submarino alemão U-502, em 24 de maio de 1942, no Mar do Caribe. Foi o nono navio brasileiro atacado durante a Segunda Guerra Mundial, e o oitavo a sê-lo após o rompimento das relações do Brasil com o Eixo, causando a morte de seis tripulantes.

## O navio
A embarcação foi uma das 122 unidades de embarcações da classe Hog Islander, encomendadas pelo governo dos Estados Unidos, na tarefa de reestruturar sua frota mercante, no final da Primeira Guerra Mundial. O projeto e a construção do navio ficou a cargo do estaleiro American Shipbuilding Shipping Corporation, na Filadélfia, mais precisamente, no antigo distrito de Hog Island — daí o nome da classe dos navios -, a sudoeste do centro da cidade, que, na época, tinha a maior concentração de estaleiros do mundo.
Era da mesma classe do Buarque, do Cairu e do Comandante Lira – afundados nos meses anteriores – embora possuísse 4.996 toneladas de arqueação bruta de registro, ligeiramente inferior àqueles. Tinha 122,2 m de comprimento por 16,5 m de largura e um calado de 8,5 m. Constituído de um casco de aço, era propelido através de turbinas a vapor, com potência de 2.500 HP, permitindo-lhe alcançar uma velocidade de 11,5 nós.

## História
Terminada a sua construção em julho de 1920, ainda sob o nome Casanova, é lançado em outubro do mesmo ano, já rebatizado de Argosy, pela Agência de Navegação Americana (US Shipping Board – USSB). Em 1938, é adquirido pela empresa americana Moore McCormack Co, com registro no Porto de Nova York, sob o nome de Mormacsun. Em 1940, é comprado pelo Lloyd Brasileiro, juntamente com outros navios da classe, e, então, renomeado Gonçalves Dias, tendo o Rio de Janeiro, como porto de registro.
Seu nome brasileiro foi homenagem a Antônio Gonçalves Dias, poeta, jornalista e teatrólogo, morto aos 41 anos, no naufrágio do navio Ville de Boulogne, ocorrido em 1864, no litoral do Maranhão.

## Afundamento
O vapor, comandado pelo Capitão-de-Longo-Curso João Batista Gomes de Figueiredo e carregado com uma carga de café embarcada nos portos de Santos, do Rio de Janeiro, de Angra dos Reis, de Vitória e de Recife, seguia para Nova Orleans, quando, à 0:15 (horário local) do dia 24 de maio de 1942, foi torpedeado logo abaixo da linha d´água, a meia-nau, a cerca de 100 milhas (aprox. 185 km) ao sul da ilha de Hispaniola. O torpedo atingiu um tanque de óleo adaptado em frente às caldeiras pero do porão nº 3. Não houve tempo de usar o canhão de 120 mm guarnecido por quatro militares. Um minuto depois, o navio foi alvejado por outro torpedo no porão nº 2, causando a morte de dois tripulantes.
O incêndio que se seguiu a bordo impediu que todos os os escaleres fossem utilizados. Somente dois deles puderam ser arriados. Quatorze tripulantes saltaram n’água, porém quatro deles não conseguiram alcançar os escaleres e se afogaram. Em apenas sete minutos o navio estava totalmente adernado.
Segundo os sobreviventes, pouco depois, aproximando-se a cerca de 30 metros dos escaleres, alguns tripulantes do U-502 subiram à torreta do submarino e passaram a se divertir com a sofrimento dos tripulantes que tentavam se salvar: "Quatro oficiais do submarino permaneceram na torre de comando deste, rindo-se das dificuldades que encontravam os tripulantes para atingir a nado os botes salva-vidas(…)", contou Haroldo Nascimento, o chefe de máquinas no navio.
Os quarenta e seis tripulantes que se salvaram vagaram aproximandamente 30 horas até serem resgatados pelo navio americano F.J. Luceenback e deixados em Key West, no sul da Flórida.